# Каенсар (Балтасинский район)
Каенсар (тат. Каенсар) — деревня в Балтасинском районе Республики Татарстан. Входит в состав Верхнесубашского сельского поселения.

## Географическое положение
Деревня расположена на севере Татарстана, в западной части Балтасинского района, в северной части сельского поселения, вблизи административной границы с Республикой Марий Эл. Расстояние до районного центра (посёлка городского типа Балтаси) — 27 км. Абсолютная высота — 174 метра над уровнем моря. Ближайшие населённые пункты — Верхний Субаш, Нижний Субаш, Пахомово.

## Название
От татарского слова Каен - берёза и чувашского Сар -  стелить, покрывать, заполнять пространство. Буквально "место усеяное березами".

## История
Деревня была основана в 1927 году.
Административная принадлежность села в разные годы:
| Период    | Административная единица                |
| --------- | --------------------------------------- |
| 1927-1930 | Арский кантон Татарской АССР            |
| 1930-1932 | Тюнтерский район Татарской АССР         |
| 1932-1938 | Балтасинский район Татарской АССР       |
| 1938-1958 | Ципьинский район Татарской АССР         |
| 1958-1963 | Балтасинский район Татарской АССР       |
| 1963-1965 | Арский район Татарской АССР             |
| 1965-1991 | Балтасинский район Татарской АССР       |
| 1991-н.в. | Балтасинский район Республики Татарстан |

## Население
| 1927 | 1938 | 1958 | 1970 | 1979 | 1989 | 2002 |
| ---- | ---- | ---- | ---- | ---- | ---- | ---- |
| 190  | ↘176 | ↘110 | ↘106 | ↘85  | ↘82  | ↘77  |
| 2010 |      |      |      |      |      |      |
| ↘61  |      |      |      |      |      |      |

Национальный состав
В национальном составе населения преобладают татары.

## Экономика и инфраструктура
Основными видами хозяйственной деятельности для жителей Каенсара являются полеводство и мясное скотоводство.
Общая площадь жилого фонда деревни — 0,94 тыс. м².
В деревне имеется всего одна улица (ул. Татарстана).
В XIX кустарно валяли кукморские валенки.